# Rose McIver
Rose McIver, née Frances Rose McIver le 10 octobre 1988, est une actrice néo-zélandaise. Elle est connue pour ses rôles de Fée Clochette dans Once Upon a Time, de Summer Landsdown dans Power Rangers : RPM, d'Amber dans la trilogie de films A Christmas Prince, de Liv dans iZombie et de Samantha dans Ghosts.

## Carrière

### Débuts en Nouvelle-Zélande
Elle commence par des spots publicitaires à l'âge de deux ans.
En 1993, à l'âge de cinq ans, elle fait ses premiers pas sur grand écran dans La Leçon de piano de Jane Campion.
Elle apprend son métier dans différentes productions se tournant en Nouvelle-Zélande, comme les séries B américaines Hercule, Xena, la guerrière, dans les années 1990, ou Legend of the Seeker : L'Épée de vérité.
En 2002, elle gagne le prix de la meilleure jeune actrice pour son rôle de Daphne dans Xena, la guerrière par le guide de télévision (en) de Nouvelle-Zélande.
En 2007, elle tient l'un des rôles principaux du téléfilm Disney Johnny Kapahala.
En 2009, l'actrice continue à se faire découvrir par le jeune public pour son rôle de Summer Landsdown, la « ranger jaune » dans la série Power Rangers : RPM,, qu'elle incarne durant trente-deux épisodes.
En 2010, elle enchaîne dans des productions néo-zélandaises en intégrant la distribution principale de la comédie policière Predicament et en rejoignant le casting d'une éphémère sitcom intitulée Souris City.
Son rôle de Lindsey Salmon dans Lovely Bones de Peter Jackson lui fait remporter le prix de la meilleure actrice de Nouvelle-Zélande.
En 2011, elle participe au téléfilm historique Tangiwai - A Love Story.
Après un crochet par l'Australie, pour le drame Blinder, elle débarque à Hollywood pour le rôle principal féminin de Brightest Star, comédie romantique indépendante dans laquelle elle évolue aux côtés des vedettes de la télévision américaine Chris Lowell, Jessica Szohr, Allison Janney et Clark Gregg. Les critiques sont catastrophiques, mais son visage est désormais connu des professionnels américains.

### Percée à la télévision américaine

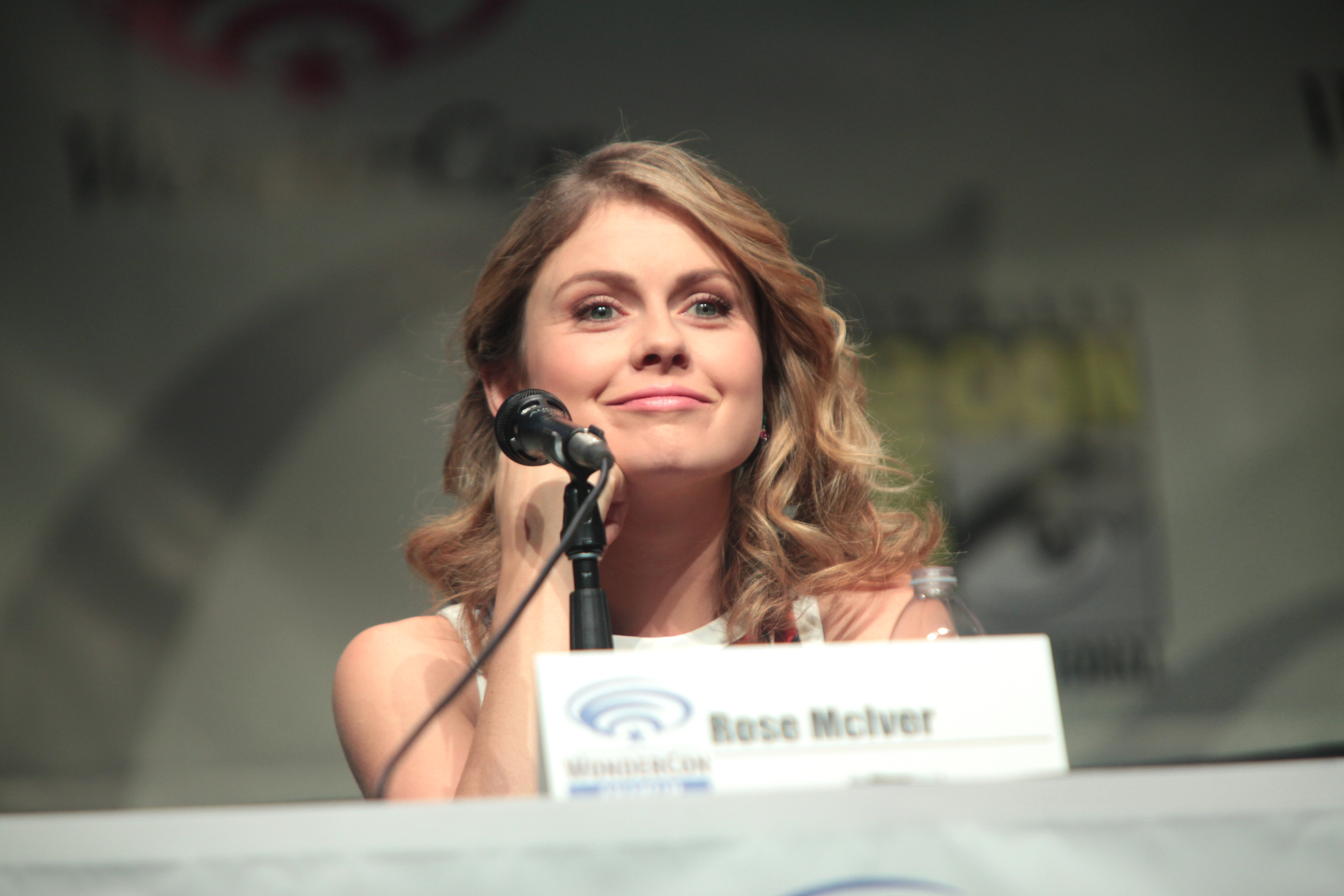
L'actrice au WonderCon 2015, pour la promotion de la première saison de iZombie.

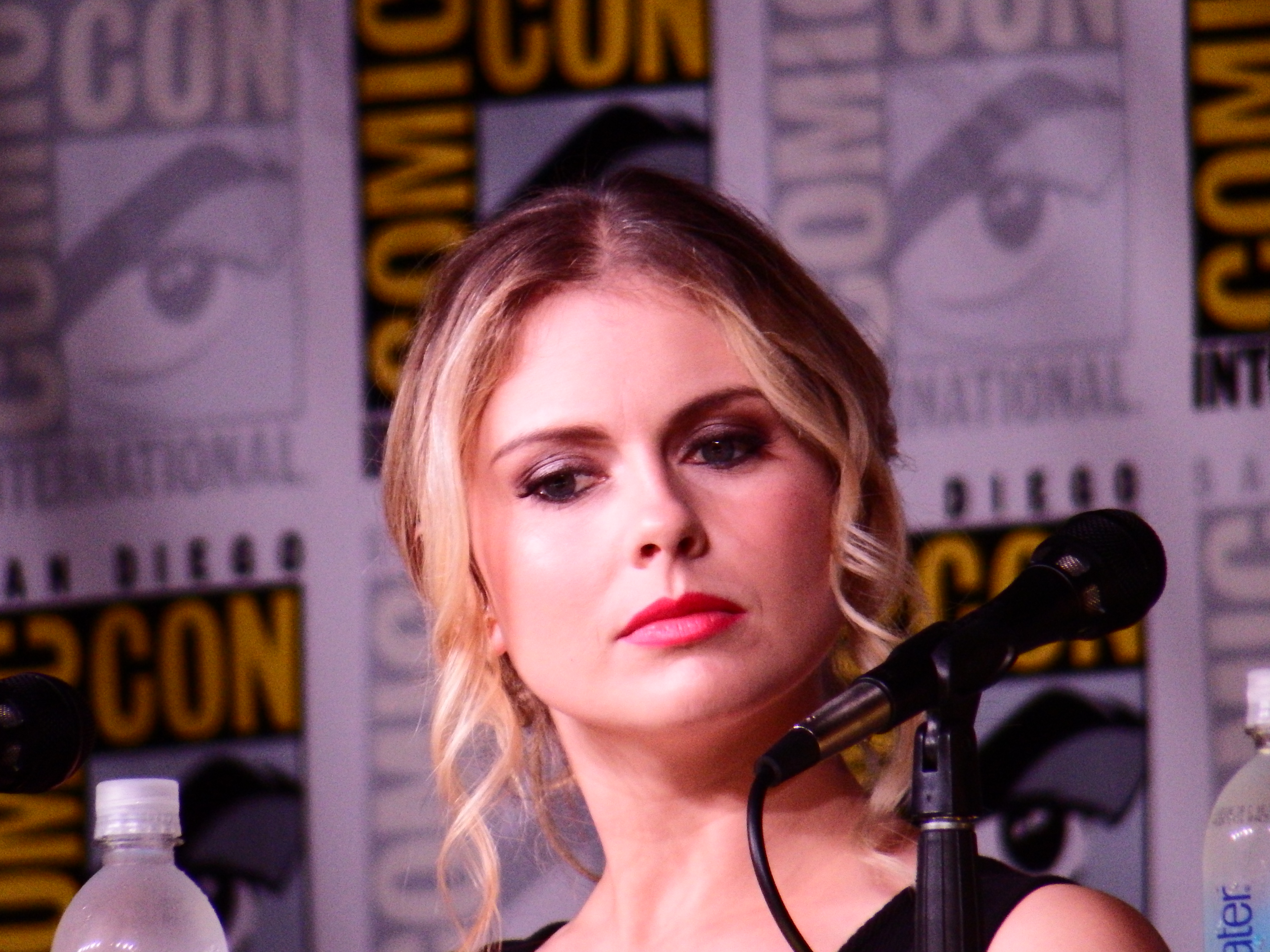
Puis au San Diego Comic-Con 2016 pour la promotion de la troisième saison.

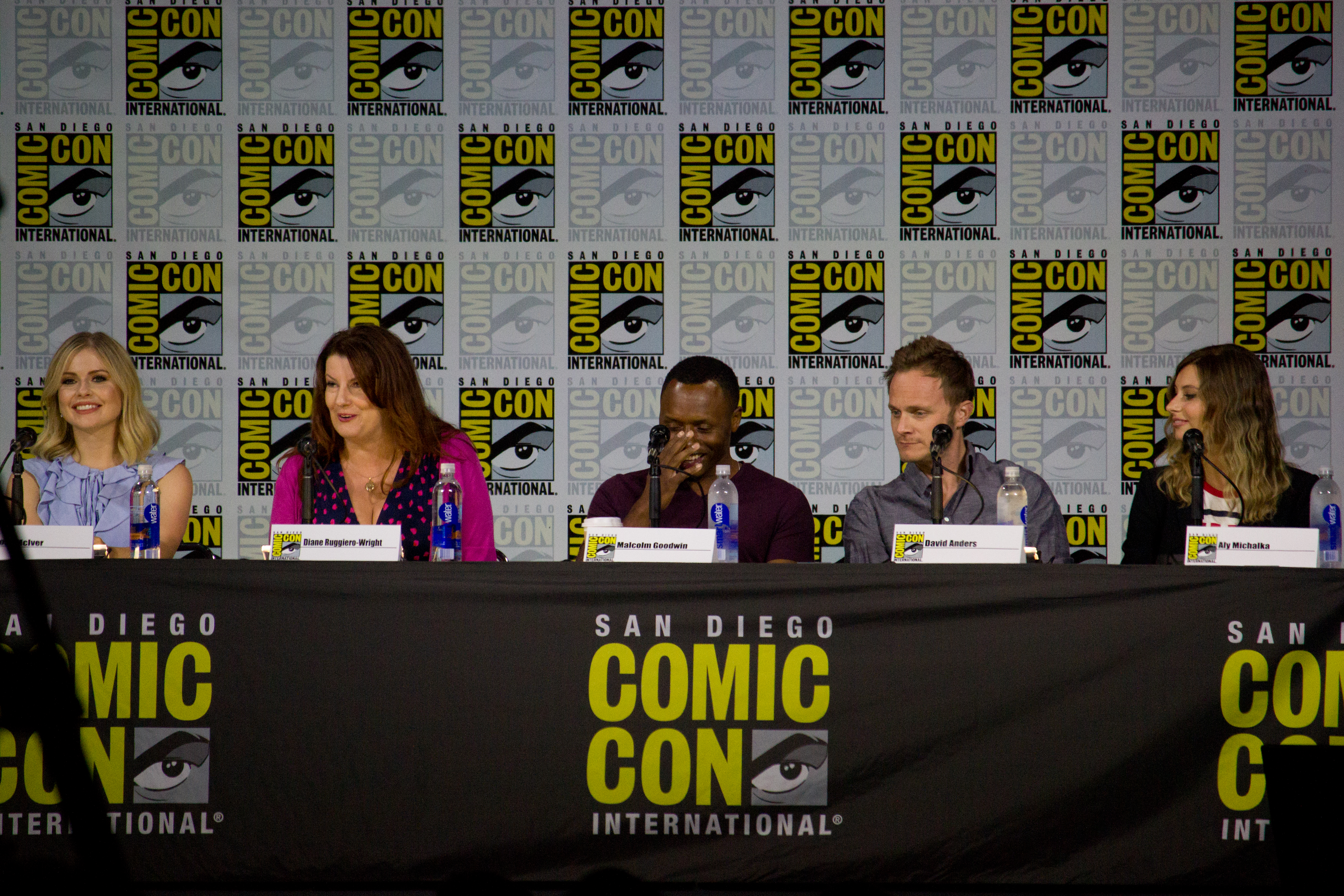
Avec l'équipe de la série au San Diego Comic-Con 2017, pour la quatrième saison.

En 2012, elle suit la piste télévisuelle avec la série Les Experts,. Elle tient le rôle principal de Cathy Dollanganger, dans le téléfilm Les Enfants du péché : Nouveau Départ, le deuxième opus de la saga Fleurs Captives, aux côtés de Heather Graham, qui joue sa mère, et d'Ellen Burstyn, qui joue sa grand-mère.
En 2013, elle décroche des rôles récurrents dans deux séries dramatiques américaines très suivies : celui de la Fée Clochette dans la troisième saison de la série fantastique Once Upon a Time,, sur ABC.
Parallèlement, elle incarne Vivian Scully, dans huit épisodes de deux saisons de la série dramatique Masters of Sex.
L'année suivante, elle est choisie pour jouer Liv, le rôle principal de iZombie, une nouvelle série télévisée fantastique développée par le créateur de Veronica Mars, Rob Thomas, et sa partenaire Diane Ruggiero-Wright. iZombie est l'adaptation du comics éponyme sur The CW et France 4. L'actrice y incarne l'héroïne Liv Moore, jeune femme brillante transformée en zombie, qui tente de s'adapter aux impératifs de sa nouvelle condition, personnellement et professionnellement. Les audiences sont bonnes et la critique enthousiaste. La saison 3 est annoncée.
Malgré ces bonnes critiques, la chaîne commande une troisième saison de seulement treize épisodes. L'actrice a alors le temps de s'engager sur d'autres projets.
À la fin de l'année 2017, elle joue ainsi l'héroïne de la comédie romantique A Christmas Prince, diffusée exclusivement sur Netflix
De février à mai 2018 est diffusé la quatrième saison de iZombie. En octobre, elle partage l'affiche du drame sportif indépendant Brampton's Own avec Alex Russell, puis en novembre, revient pour la suite A Christmas Prince: The Royal Wedding.
Début 2019, elle partage l'affiche d'une nouvelle comédie romantique, le film indépendant Daffodils. Parallèlement, elle revient pour la cinquième et dernière saison de iZombie et en décembre, elle est à l'affiche du troisième volet de A Christmas Prince nommé A Christmas Prince: The Royal Baby.
Depuis 2021, elle est l'actrice principale de la série américaine Ghosts, adaptation de la série britannique du même nom.

## Filmographie

### Cinéma

#### Longs-métrages
- 1993 : La Leçon de piano de Jane Campion : Angel
- 1997 : Topless Women Talk About Their Lives (en) de Harry Sinclair (en) : Sally
- 2002 : Toy Love (en) de Harry Sinclair (en) : Lucy
- 2010 : Predicament (en) de Jason Stutter (en) : Maybelle
- 2009 : Lovely Bones de Peter Jackson : Lindsey Salmon
- 2013 : Blinder (en) de Richard Gray (en) : Sammy Walton
- 2013: Brightest Star de Maggie Kiley (en) : Charlotte Cates
- 2015 : Queen of Carthage : Jane (voix originale)
- 2017 : A Christmas Prince de Alex Zamm : Amber Moore
- 2018 : A Christmas Prince: The Royal Wedding de John Schultz : Amber Moore Charlton
- 2019 : A Christmas Prince: The Royal Baby de John Schultz : reine Amber Moore Charlton

#### Courts-métrages
- 1998 : Flying : Josie
- 2007 : Knickers : Emily
- 2010 : Dangerous Ride : Renee
- 2015 : The Answers : Paige
- 2015 : Warning Labels de Jennifer Morrison : Jessie
- 2015 : Mattresside : Sue
- 2015 : Coward de Karen Gillan : Ophelia

### Télévision

#### Séries télévisées
- 1993 : Shortland Street : Holly
- 1994 : Hercule (Hercules : The Legendary Journeys) : Ilea
- 1995 : Riding High : Billy
- 1999 : Xena, la guerrière (Xena : Warrior Princess) : Daphne
- 2002 : Mercy Peak (en) : Gwyneth Couch
- 2003 : P.E.T. Detectives : Genevieve
- 2006 : Maddigan's Quest (en) : Garland
- 2007 : Rude Awakenings (en) : Constance Short
- 2009 : Legend of the Seeker : L'Épée de vérité (Legend of the Seeker) : Alice
- 2010 : Power Rangers : RPM : Summer Lansdown, le ranger jaune
- 2011 : Super City (en) : Candice
- 2012 : Les Experts (CSI : Crime Scene Investigation) : Bridget Byron
- 2012 : Cassandra French's Finishing School for Boys : Cassie
- 2014 : Masters of Sex : Vivian Scully
- 2014 : Play It Again, Dick : Une femme
- 2015 - 2019 : iZombie : Olivia "Liv" Moore
- 2016 : Once Upon A Time : Fée Clochette
- 2020 - 2022 : Woke : Adrienne
- 2021 : Ghosts : fantômes à la maison : Samantha

#### Téléfilms
- 2001 : Ozzie, mon meilleur ami de William Tannen : Caitlin
- 2002 : Meurtre à Greenwich (Murder in Greenwich) de Tom McLoughlin : Sheila McGuire
- 2003 : Une équipe de chefs (en) de Paul Hoen : Hannah
- 2004 : Prise d'otages en pleine mer : Jenny
- 2007 : Johnny Kapahala d'Eric Bross : Valerie
- 2011 : Tangiwai - A Love Story : Nerissa Love
- 2014 : Les Enfants du péché : Nouveau Départ (Petals on the Wind) de Karen Moncrieff : Cathy Sheffield

## Voix françaises
- Karine Foviau dans :
  - Les Enfants du péché : Nouveau Départ (téléfilm)
  - A Christmas Prince
  - A Christmas Prince: The Royal Wedding
  - A Christmas Prince: The Royal Baby
  - Ghosts : fantômes à la maison (série télévisée)
- Kelly Marot dans 
  - Johnny Kapahala (téléfilm)
  - IZombie (série télévisée)

et aussi
- Lutèce Ragueneau dans Lovely Bones
- Sophie Landresse (Belgique) dans Power Rangers : RPM (série télévisée)
- Julie Turin dans Once Upon a Time (série télévisée)

## Distinctions

### Récompenses
- 2002 : meilleure jeune actrice pour Xena, la guerrière[3] par le guide de télévision de Nouvelle-Zélande
- 2010 : meilleure actrice de Nouvelle-Zélande pour Lovely Bones[4]

### Nominations
- 2018 : meilleure actrice section science-fiction ou fantastique à la 20e cérémonie des Teen Choice Awards pour iZombie[16]